# Ustia (osiedle)
Ustia (ukr. Устя) – osiedle na Ukrainie, w obwodzie winnickim, w rejonie hajsyńskim, w hromadzie Berszad. W 2001 liczyło 11 mieszkańców.